# Велики народни збор у Руми
Велики народни збор у Руми је био збор одржан у Руми 24. новембра 1918. године, који је затражио стварање јединствене државе Срба, Хрвата и Словенаца под династијом Карађорђевића и који је донео одлуку о непосредном присаједињењу Срема Краљевини Србији, у случају племенског или политичког цепања.

## Сазивање збора
После пропасти Аустроугарске монархије октобра 1918. године, Срем постаје део новостворене Државе Словенаца, Хрвата и Срба. 24. новембра 1918. године у Руми је одржан Велики народни збор који су чинили изасланици народних већа (око 700 људи), а сазвао га је Жарко Миладиновић, председник Народног већа у Руми и члан Народног већа у Загребу. Овај збор је усвојио резолуцију о стварању јединствене државе Срба, Хрвата и Словенаца и непосредном присаједињењу Срема Краљевини Србији.
На збору су били углавном изасланици из делова Срема претежно настањених Србима, док изасланика са подручја југозападног Срема претежно настањеног Хрватима није било. Сутрадан је посебна делегација Румског збора предала ову резолуцију председништву Велике народне скупштине Срба, Буњеваца и осталих Словена из Баната, Бачке и Барање у Новом Саду.

## Одлуке збора
На збору је усвојена следећа резолуција:
- Данашњи збор изасланика Народних Већа из Срема тражи да се оствари јединствена и демократски уређена држава СХС под династијом Карађорђевића и очекује и од Народног Већа у Загребу да се што пре оствари јединствена заједничка влада са седиштем у Београду.
- За случај племенског или политичког цепања, изјављују заступници Народних Већа у Срему, као изасланици народа, да се одлучују за непосредно присаједињење Срема Краљевини Србији.
- За тај случај желимо да нас на конференцији о миру заступа Краљевска Српска Влада.